# Malthonica silvestris
Malthonica silvestris este o specie de păianjeni araneomorfi din familia Agelenidae. Adulții ating 8 mm lungime, mai puțin decât celelalte agelenide. Au o colorație maronie cu pete de diferite nuanțe. Partea anterioară a prosomei și chelicerele sunt negre. Malthonica silvestris este o specie solitară și nocturnă. Țese pânze conice în plante ierboase sau în tufișuri. Preferă habitate naturale, păduri, câmpii, și evită locuințele umane. Împerecherea are loc în mijlocul verii. Femela depune ponta după 1 lună de la acuplare, juvenilii eclozează în 3 săptămâni. La fel, după 3 săptămâni tinerii păianjeni părăsesc pânza maternă și încep viața independentă.